# Доналд Холмкуест
Доналд Ли Холмкуест (на английски: Donald Lee Holmquest) e американски лекар и астронавт на НАСА.

## Образование
Доналд Холмкуест е завършил гимназия в родния си град, а през 1957 г. завършва колежа Адамсън. През 1962 г. става бакалавър по електроинженерство в Южния Методистки университет в Далас. През 1967 г. завършва медицина, а през 1968 г. – физиология, като и двете специалности придобива в университета Байлър. През 80-те години става професор по медицина в същия университет. През 1988 г. завършва право в университета на Хюстън, Тексас.

## Служба в НАСА
Доналд Холмкуест е избран за астронавт от НАСА на 4 август 1967 г., Астронавтска група №6. Първо преминава 53 седмичен курс на обучение по управление на реактивен самолет, с общ нальот от 750 летателни часа. След приключване на общия курс е включен е в програмите Аполо и Скайлаб. Не получава назначения в нито една мисия и напуска НАСА през септември 1973 г.

## След НАСА
След като напуска НАСА през 1973 г., Д. Холмкуес специализира нуклеарна медицина. Заема редица отговорни длъжности, вкл. секретар на Американската асоциация по нуклеарна медицина. В университета на Хюстън защитава докторат по право. Продължава да практикува и двете специалности.